# Coupe d'Asie féminine de football 2008
 (février 2019).
Si vous disposez d'ouvrages ou d'articles de référence ou si vous connaissez des sites web de qualité traitant du thème abordé ici, merci de compléter l'article en donnant les références utiles à sa vérifiabilité et en les liant à la section « Notes et références ».
Navigation
Édition précédente Édition suivante
La Coupe d'Asie féminine de football 2008 est la seizième édition de la Coupe d'Asie féminine de football, une compétition de la Confédération asiatique de football (AFC) qui met aux prises les meilleures sélections nationales féminines de football affiliées à l'AFC.

## Stades retenus
Deux stades vietnamien sont sélectionnés pour accueillir les matchs de la Coupe d'Asie 2008 et se situent à Hô-Chi-Minh-Ville :
- Stade Thống Nhất
- Quân khu 7 Stadium (en)

## Phase finale

### Phase de groupe

#### Groupe A
| Rang | Équipe        | Pts | J | G | N | P | Bp | Bc | Diff |
| ---- | ------------- | --- | - | - | - | - | -- | -- | ---- |
| 1    | Corée du Nord | 9   | 3 | 3 | 0 | 0 | 9  | 0  | +9   |
| 2    | Chine         | 6   | 3 | 2 | 0 | 1 | 6  | 2  | +4   |
| 3    | Viêt Nam      | 3   | 3 | 1 | 0 | 2 | 1  | 4  | -3   |
| 4    | Thaïlande     | 0   | 3 | 0 | 0 | 3 | 1  | 11 | -10  |

#### Groupe B
| Rang | Équipe         | Pts | J | G | N | P | Bp | Bc | Diff |
| ---- | -------------- | --- | - | - | - | - | -- | -- | ---- |
| 1    | Japon          | 6   | 3 | 2 | 0 | 1 | 15 | 4  | +11  |
| 2    | Australie      | 6   | 3 | 2 | 0 | 1 | 7  | 3  | +4   |
| 3    | Corée du Sud   | 6   | 3 | 2 | 0 | 1 | 5  | 3  | +2   |
| 4    | Taipei chinois | 0   | 3 | 0 | 0 | 3 | 0  | 17 | -17  |

### Demi-finales
| 5 juin 2008 | Corée du Nord         | 3 – 0   | Australie | Stade Thống Nhất                                  |                                                   |
| 16h00 UTC+3 | Ri Kum-suk 2e 41e 60e | (2 - 0) |           | Spectateurs : 2 700 Arbitrage : Pannipar Kamnueng | Spectateurs : 2 700 Arbitrage : Pannipar Kamnueng |
| 16h00 UTC+3 | Rapport               |         |           | Spectateurs : 2 700 Arbitrage : Pannipar Kamnueng | Spectateurs : 2 700 Arbitrage : Pannipar Kamnueng |

| 5 juin 2008 | Japon           | 1 – 3   | Chine                              | Stade Thống Nhất                              |                                               |
| 19h00 UTC+3 | Homare Sawa 47e | (0 - 0) | Wang Dandan 63e 68e · Han Duan 75e | Spectateurs : 1 000 Arbitrage : Bentla D'Coth | Spectateurs : 1 000 Arbitrage : Bentla D'Coth |
| 19h00 UTC+3 | Rapport         |         |                                    | Spectateurs : 1 000 Arbitrage : Bentla D'Coth | Spectateurs : 1 000 Arbitrage : Bentla D'Coth |

### Match pour la3eplace
| 8 juin 2008 | Australie | 0 – 3   | Japon                                                | Stade Thống Nhất                            |                                             |
| 16h00 UTC+3 |           | (0 - 1) | Yuki Nagasato 15e · Aya Miyama 78e · Homare Sawa 86e | Spectateurs : 1 200 Arbitrage : Hong Eun-ah | Spectateurs : 1 200 Arbitrage : Hong Eun-ah |
| 16h00 UTC+3 | Rapport   |         |                                                      | Spectateurs : 1 200 Arbitrage : Hong Eun-ah | Spectateurs : 1 200 Arbitrage : Hong Eun-ah |

### Finale
| 8 juin 2008 | Corée du Nord                   | 2 – 1   | Chine      | Stade Thống Nhất                             |                                              |
| 19h00 UTC+3 | Ri Kum-suk 55e · Ri Yong-ae 68e | (0 - 1) | Bi Yan 12e | Spectateurs : 2 500 Arbitrage : Sachiko Baba | Spectateurs : 2 500 Arbitrage : Sachiko Baba |
| 19h00 UTC+3 | Rapport                         |         |            | Spectateurs : 2 500 Arbitrage : Sachiko Baba | Spectateurs : 2 500 Arbitrage : Sachiko Baba |